# Рагби 15 репрезентација Аргентине
Рагби јунион репрезентација Аргентине је рагби јунион тим који представља Аргентину у овом екипном спорту. Први тест меч Аргентинци играли су 1910. против Британских и ирских лавова ( рагби дрим тим састављен од најбољих играча Велса, Ирске, Шкотске и Енглеске ) Аргентина је највећа рагби сила са америчког континента. Боје дреса су небеско плава и бела, а симбол је животиња из велике фамилије мачака - Јагуар. Највећи успех на светском првенству Аргентинци су остварили 2007. када су освојили 3. место, победивши Француску два пута на том такмичењу. Аргентинска рагби јунион репрезентација се такмичи и у шампионату јужне хемисфере - Куп четири нација. Међу највеће легенде аргентинског рагбија убрајају се Фелипе Контепоми, Марио Ледезма, Омар Хасан, Хуан Мартин Хернандез, Агустин Пичот, Лисандро Арбицу, Роландо Мартин, Марио Ледезма, Диего Куеста Силва, Хуго Порта... Фелипе Контепоми одиграо је највише утакмица за Аргентину - 87 и постигао највише поена - 651, а Хозе Нунез Пиосек је постигао највише есеја - 29.

## Тренутни састав[4]
Агустин Креви - капитен
Хулијан Монтоја
Маркос Ајерза
Рамиро Херера
Матијас Алемано
Томас Лаванини
Хуан Мартин Фернандез Лобе
Хуан Мануел Легуизамон
Пабло Матера
Факундо Иса
Леонардо Сенаторе
Томас Цубели
Мартин Ландајо
Николас Санчез
Марсело Бош
Хуан Мартин Хернандез
Матијас Морони
Хуан Пабло Социно
Хорасио Агула
Сантијаго Кордеро
Хуан Имхоф
Јоакин Тукулет